# جيمي أرميستيد
جيمي أرميستيد (بالإنجليزية: Jimmy Armistead)‏ هو لاعب كرة قدم أمريكية أمريكي، ولد في 29 أغسطس 1905 في ناشفيل في الولايات المتحدة، وتوفي بنفس المكان في 1984.